# Распутін, чорний монах (фільм, 1917)
Распутін, чорний монах (англ. Rasputin, the Black Monk) — американська біографічна драма режисера Артура Ешлі 1917 року.

## Сюжет
Історія злету і падіння Распутіна, так званий "Божевільний чернець", який домінував над судом Російського царя в періоді до Російської революції.

## У ролях
- Монтегю Лав — Распутін
- Генрі Халл — Керенський
- Джун Елвідж — Інес, дружина Раффа
- Артур Ешлі — Рафф
- Вайлет Аксзелль — Ільда - дитина
- Лілліен Кук — Ільда, дочка Раффа - доросла
- Бертрам Грессбі — Алексус
- Ірвінг Каммінгс — князь Фелікс
- Джулія Дін — мадам Веста
- Пінна Несбіт — принцеса Соня
- Хьюберт Вілке — цар Андрей
- Флоренс Бересфорд — цариця Катерина